# Coupe de Turquie de football 2009-2010
Navigation
Coupe de Turquie 2008-2009 Coupe de Turquie 2010-2011
La Coupe de Turquie de football 2009-2010 est la 48e édition de la Coupe de Turquie. Elle est organisée par la Fédération turque de football (TFF). La compétition met aux prises 71 clubs amateurs et professionnels à travers la Turquie. 
Beşiktaş est le tenant du titre. Le 5 mai 2010, Trabzonspor remporte la compétition pour la 8e fois.

## Déroulement de la compétition
Vous trouverez ci-dessous les étapes par étapes de la compétition de la Coupe de Turquie Fortis.
- Voir la page Coupe de Turquie de football pour les coupes précédentes.

## Première phases
* Tous les matchs de la Première phase ont été joués le 2 septembre 2009

## Deuxième phase
La deuxième phase de la Coupe de Turquie a été tiré au sort le 15 septembre 2009. Les matchs ont été joués le 30 septembre et 1er octobre ,.

## Phase play-off
Les matchs de la phase play-off de la Coupe de Turquie  seront joués entre le 28 octobre, 29 octobre et le 4 novembre,,.
Après les matchs de la phase play-off, les équipes qualifiées (16 équipes) et les équipes sélectionnées d'office (Besiktas, Fenerbahce, Sivasspor et Trabzonspor) se regrouperont sous cinq groupes de quatre équipes. Ils jouerons deux matchs à domicile et deux à l'extérieur. Les deux premières équipes seront qualifiés pour les quarts de finale de la Coupe de Turquie.

## Phase de groupes

### Groupe A
| Rang | Équipe                         | Pts | J | G | N | P | Bp | Bc | Diff |  | Résultats (▼ dom., ► ext.)     | FB  | ANT | TOK | ALT | ESK |
| ---- | ------------------------------ | --- | - | - | - | - | -- | -- | ---- |  | ------------------------------ | --- | --- | --- | --- | --- |
| 1    | Fenerbahçe (FB)                | 9   | 4 | 3 | 0 | 1 | 10 | 6  | +4   |  | Fenerbahçe (FB)                |     |     | 3-2 | 3-0 |     |
| 2    | Medical Park Antalyaspor (ANT) | 8   | 4 | 2 | 2 | 0 | 6  | 4  | +2   |  | Medical Park Antalyaspor (ANT) | 4-3 |     |     |     | 1-0 |
| 3    | Tokatspor (TOK)                | 4   | 4 | 1 | 1 | 2 | 6  | 7  | -1   |  | Tokatspor (TOK)                |     | 1-1 |     | 1-2 |     |
| 4    | Altay (ALT)                    | 4   | 4 | 1 | 1 | 2 | 2  | 9  | -7   |  | Altay (ALT)                    |     | 0-0 |     |     | 0-5 |
| 5    | Eskişehirspor (ESK)            | 3   | 4 | 1 | 0 | 3 | 6  | 4  | +2   |  | Eskişehirspor (ESK)            | 0-1 |     | 1-2 |     |     |

### Groupe B
| Rang | Équipe                    | Pts | J | G | N | P | Bp | Bc | Diff |  | Résultats (▼ dom., ► ext.) | GS  | TS  | ANK | ORD | DB  |
| ---- | ------------------------- | --- | - | - | - | - | -- | -- | ---- |  | -------------------------- | --- | --- | --- | --- | --- |
| 1    | Galatasaray (GS)          | 10  | 4 | 3 | 1 | 0 | 10 | 2  | +8   |  | Galatasaray (GS)           |     | 2-1 |     |     | 5-1 |
| 2    | Trabzonspor (TS)          | 9   | 4 | 3 | 0 | 1 | 11 | 3  | +8   |  | Trabzonspor (TS)           |     |     |     | 0-0 | 6-0 |
| 3    | Ankaragücü (ANK)          | 7   | 4 | 2 | 1 | 1 | 4  | 3  | +1   |  | Ankaragücü (ANK)           | 0-0 | 0-2 |     |     |     |
| 4    | Orduspor (ORD)            | 3   | 4 | 1 | 0 | 3 | 4  | 8  | -4   |  | Orduspor (ORD)             | 0-3 |     | 1-2 |     |     |
| 5    | Denizli Belediyespor (DB) | 0   | 4 | 0 | 0 | 4 | 2  | 15 | -13  |  | Denizli Belediyespor (DB)  |     |     | 0-2 | 1-2 |     |

### Groupe C
| Rang | Équipe                   | Pts | J | G | N | P | Bp | Bc | Diff |  | Résultats (▼ dom., ► ext.) | BUR | DEN | SİV | GİR | TİY |
| ---- | ------------------------ | --- | - | - | - | - | -- | -- | ---- |  | -------------------------- | --- | --- | --- | --- | --- |
| 1    | Bursaspor (BUR)          | 10  | 4 | 3 | 1 | 0 | 9  | 3  | +6   |  | Bursaspor (BUR)            |     |     |     | 4-0 | 2-1 |
| 2    | Denizlispor (DEN)        | 8   | 4 | 2 | 2 | 0 | 4  | 2  | +2   |  | Denizlispor (DEN)          | 1-1 |     | 0-0 |     |     |
| 3    | Sivasspor (SİV)          | 7   | 4 | 2 | 1 | 1 | 5  | 7  | -2   |  | Sivasspor (SİV)            |     |     |     | 4-3 | 1-0 |
| 4    | Giresunspor (GİR)        | 3   | 4 | 1 | 0 | 3 | 6  | 8  | -2   |  | Giresunspor (GİR)          | 1-2 | 0-1 |     |     |     |
| 5    | Tarsus İdman Yurdu (TİY) | 0   | 4 | 0 | 0 | 4 | 3  | 7  | -4   |  | Tarsus İdman Yurdu (TİY)   |     | 1-2 |     | 1-2 |     |

### Groupe D
| Rang | Équipe                | Pts | J | G | N | P | Bp | Bc | Diff |  | Résultats (▼ dom., ► ext.) | İBB | MAN | KAS | BJK | KON |
| ---- | --------------------- | --- | - | - | - | - | -- | -- | ---- |  | -------------------------- | --- | --- | --- | --- | --- |
| 1    | İstanbul BB (İBB)     | 10  | 4 | 3 | 1 | 0 | 4  | 0  | +4   |  | İstanbul BB (İBB)          |     |     |     | 1-0 | 1-0 |
| 2    | Manisaspor (MAN)      | 8   | 4 | 2 | 2 | 0 | 4  | 2  | +2   |  | Manisaspor (MAN)           | 0-0 |     |     | 2-1 |     |
| 3    | Kasimpaşaspor (KAS)   | 4   | 4 | 1 | 1 | 2 | 5  | 6  | -1   |  | Kasimpaşaspor (KAS)        | 0-2 | 1-1 |     |     |     |
| 4    | Besiktas (BJK)        | 3   | 4 | 1 | 0 | 3 | 6  | 8  | -2   |  | Besiktas (BJK)             |     |     | 1-3 |     | 4-2 |
| 5    | Konya Şekerspor (KON) | 3   | 4 | 1 | 0 | 3 | 4  | 7  | -3   |  | Konya Şekerspor (KON)      |     | 0-1 | 2-1 |     |     |

## Quarts de finale

### Matchs aller
| 3 février 2010 20:00 | Antalya                   | 2–1 | Galatasaray | Antalya Atatürk, Antalya                         |                                                  |
|                      | Djiehoua 26e · Necati 39e |     | Arda 10e    | Spectateurs : 15 000 Arbitrage : Bülent Yıldırım | Spectateurs : 15 000 Arbitrage : Bülent Yıldırım |
|                      | Rapport                   |     |             | Spectateurs : 15 000 Arbitrage : Bülent Yıldırım | Spectateurs : 15 000 Arbitrage : Bülent Yıldırım |

| 3 février 2010 17:00 | Istanbul BB | 1–1 | Trabzon  | Stade olympique Atatürk, Istanbul              |                                                |
|                      | Tevfik 31e  |     | Čale 88e | Spectateurs : 12 250 Arbitrage : Özgür Yankaya | Spectateurs : 12 250 Arbitrage : Özgür Yankaya |
|                      | Rapport     |     |          | Spectateurs : 12 250 Arbitrage : Özgür Yankaya | Spectateurs : 12 250 Arbitrage : Özgür Yankaya |

| 4 février 2010 20:00 | Fenerbahçe                              | 3–0 | Bursa | Ş.Saracoğlu, Istanbul                          |                                                |
|                      | dos Santos 22e · Lugano 25e · Semih 40e |     |       | Spectateurs : 32 500 Arbitrage : Hüseyin Göçek | Spectateurs : 32 500 Arbitrage : Hüseyin Göçek |
|                      | Rapport                                 |     |       | Spectateurs : 32 500 Arbitrage : Hüseyin Göçek | Spectateurs : 32 500 Arbitrage : Hüseyin Göçek |

| 4 février 2010 17:00 | Manisa                                            | 3–0 | Denizli     | Manisa 19 Mayıs, Manisa                        |                                                |
|                      | Hüseyin 16e · Güven 30e · Joshua 64e · Joshua 86e |     | Angelov 40e | Spectateurs : 12 750 Arbitrage : Fırat Aydınus | Spectateurs : 12 750 Arbitrage : Fırat Aydınus |
|                      | Rapport                                           |     |             | Spectateurs : 12 750 Arbitrage : Fırat Aydınus | Spectateurs : 12 750 Arbitrage : Fırat Aydınus |

### Matchs retour
| 10 février 2010 20:00 | Galatasaray                         | 3–2 | Antalya                 | Ali Sami Yen, Istanbul                          |                                                 |
|                       | Elano 26e · Emre Ç. 48e · Caner 86e |     | Necati 35e · Necati 65e | Spectateurs : 22 500 Arbitrage : Bünyamin Gezer | Spectateurs : 22 500 Arbitrage : Bünyamin Gezer |
|                       | Rapport                             |     |                         | Spectateurs : 22 500 Arbitrage : Bünyamin Gezer | Spectateurs : 22 500 Arbitrage : Bünyamin Gezer |

| 10 février 2010 16:30 | Trabzon   | 1–0 | Istanbul BB | Hüseyin Avni Aker, Trabzon                     |                                                |
|                       | Giray 40e |     |             | Spectateurs : 23 650 Arbitrage : Hüseyin Göçek | Spectateurs : 23 650 Arbitrage : Hüseyin Göçek |
|                       | Rapport   |     |             | Spectateurs : 23 650 Arbitrage : Hüseyin Göçek | Spectateurs : 23 650 Arbitrage : Hüseyin Göçek |

| 11 février 2010 20:00 | Bursa                                   | 3–1 | Fenerbahçe | Ş.Saracoğlu, Istanbul                         |                                               |
|                       | Iglesias 18e · Ivankov 32e · Turgay 64e |     | Güiza 88e  | Spectateurs : 24 500 Arbitrage : Cüneyt Çakır | Spectateurs : 24 500 Arbitrage : Cüneyt Çakır |
|                       | Rapport                                 |     |            | Spectateurs : 24 500 Arbitrage : Cüneyt Çakır | Spectateurs : 24 500 Arbitrage : Cüneyt Çakır |

| 11 février 2010 16:30 | Denizli | 0–1 | Manisa    | Denizli Atatürk, Denizli                      |                                               |
|                       |         |     | Ergin 33e | Spectateurs : 12 750 Arbitrage : Barış Şimşek | Spectateurs : 12 750 Arbitrage : Barış Şimşek |
|                       | Rapport |     |           | Spectateurs : 12 750 Arbitrage : Barış Şimşek | Spectateurs : 12 750 Arbitrage : Barış Şimşek |

## Demi-finales

### Matchs aller
| 24 mars 2010 20:00 | Fenerbahçe             | 2–0 | Manisa | Ş.Saracoğlu, Istanbul                            |                                                  |
|                    | Güiza 31e · Deivid 33e |     |        | Spectateurs : 26 750 Arbitrage : Abdullah Yılmaz | Spectateurs : 26 750 Arbitrage : Abdullah Yılmaz |
|                    | Rapport                |     |        | Spectateurs : 26 750 Arbitrage : Abdullah Yılmaz | Spectateurs : 26 750 Arbitrage : Abdullah Yılmaz |

| 25 mars 2010 20:00 | Trabzon                  | 2–0 | Antalya | Hüseyin Avni Aker, Trabzon                     |                                                |
|                    | Alanzinho 65e · Umut 86e |     |         | Spectateurs : 22 500 Arbitrage : Hüseyin Göçek | Spectateurs : 22 500 Arbitrage : Hüseyin Göçek |
|                    | Rapport                  |     |         | Spectateurs : 22 500 Arbitrage : Hüseyin Göçek | Spectateurs : 22 500 Arbitrage : Hüseyin Göçek |

### Matchs retour
| 13 avril 2010 20:00 | Manisa    | 1–1 | Fenerbahçe | Manisa 19 Mayıs, Manisa                         |                                                 |
|                     | Güven 16e |     | Alex 65e   | Spectateurs : 18 750 Arbitrage : Aytekin Durmaz | Spectateurs : 18 750 Arbitrage : Aytekin Durmaz |
|                     | Rapport   |     |            | Spectateurs : 18 750 Arbitrage : Aytekin Durmaz | Spectateurs : 18 750 Arbitrage : Aytekin Durmaz |

| 14 avril 2010 20:00 | Antalya      | 1–0 | Trabzon | Antalya Atatürk, Antalya                        |                                                 |
|                     | Djiehoua 43e |     |         | Spectateurs : 18 250 Arbitrage : Yunus Yıldırım | Spectateurs : 18 250 Arbitrage : Yunus Yıldırım |
|                     | Rapport      |     |         | Spectateurs : 18 250 Arbitrage : Yunus Yıldırım | Spectateurs : 18 250 Arbitrage : Yunus Yıldırım |

## Finale
| 5 mai 2010 15:45 (CEST) | Trabzon                             | 3–1 | Fenerbahçe | Sanlıurfa GAP, Sanlıurfa, Turquie             |                                               |
|                         | Umut 66e · Engin 80e · Colman 90+3e |     | Alex 55e   | Spectateurs : 32 250 Arbitrage : Cüneyt Çakır | Spectateurs : 32 250 Arbitrage : Cüneyt Çakır |
|                         | Rapport                             |     |            | Spectateurs : 32 250 Arbitrage : Cüneyt Çakır | Spectateurs : 32 250 Arbitrage : Cüneyt Çakır |

| TRABZONSPOR : |    |           |     |       |
|               |    |           |     |       |
| GB            | 35 | Onur      | 90e |       |
| DD            | 30 | Serkan    | 61e |       |
| DC            | 4  | Song      |     |       |
| DC            | 16 | Egemen    | 87e |       |
| DG            | 3  | Čale      |     |       |
| MD            | 17 | Burak     | 85e |       |
| MC            | 5  | Engin     |     | 86e   |
| MC            | 15 | Selçuk    |     | 83e   |
| MG            | 20 | Colman    |     |       |
| ATC           | 25 | Alanzinho |     | 90+2e |
| ATC           | 10 | Umut      |     |       |
| Remplaçants : |    |           |     |       |
| GB            | 29 | Tolga     |     |       |
| DC            | 23 | Giray     |     | 90+2e |
| MC            | 11 | Barış     |     |       |
| MC            | 6  | Ceyhun    |     | 86e   |
| MC            | 27 | Sezer     |     | 83e   |
| MC            | 33 | Gabrić    |     |       |
| AT            | 19 | Teófilo   |     |       |
| Entraineur :  |    |           |     |       |
| Şenol Güneş   |    |           |     |       |

| FENERBAHÇE SK : |    |           |     |     |
|                 |    |           |     |     |
| GB              | 1  | Volkan    |     |     |
| DD              | 77 | Gökhan G. |     | 87e |
| DC              | 2  | Lugano    |     |     |
| DC              | 58 | Bilica    | 71e |     |
| DG              | 6  | Vederson  |     |     |
| MD              | 66 | Topuz     |     |     |
| MC              | 21 | Selçuk    |     |     |
| MC              | 10 | Alex (c)  |     |     |
| MG              | 20 | Özer      |     |     |
| MC              | 5  | Emre      | 38e | 67e |
| ATG             | 9  | Guiza     |     |     |
| Remplaçants :   |    |           |     |     |
| GB              | 29 | Volkan B. |     |     |
| DF              | 15 | Bekir     |     |     |
| DF              | 23 | Önder     |     |     |
| MC              | 24 | Deniz     |     |     |
| MC              | 99 | Deivid    |     | 67e |
| AC              | 39 | Gökhan Ü. |     | 87e |
| AC              | 23 | Semih     |     |     |
| Entraineur :    |    |           |     |     |
| Christoph Daum  |    |           |     |     |

## Classement des buteurs
| Rang | Nom                 | Équipe        | Buts |
| ---- | ------------------- | ------------- | ---- |
| 1    | Arif Çoban          | Tokatspor     | 7    |
| 1    | Umut Bulut          | Trabzonspor   | 7    |
| 3    | Emil Angelov        | Denizlispor   | 6    |
| 4    | Alexsandro de Souza | Fenerbahçe SK | 5    |
| 4    | Necati Ateş         | Antalyaspor   | 5    |
| 4    | Serge Djiehoua      | Antalyaspor   | 5    |